# Пјеве Салутаре (Форли-Чезена)
Пјеве Салутаре (итал. Pieve Salutare) је насеље у Италији у округу Форли-Чезена, региону Емилија-Ромања.
Према процени из 2011. у насељу је живело 146 становника. Насеље се налази на надморској висини од 98 м.